# Hillary Scott
Hillary Scott (Naperville, Illinois; 3 de febrer de 1983) és el nom artístic d'Amanda Marie Elizabeth Wibben, una actriu porno nord-americana.
Va començar la seva carrera en la indústria del cinema per a adults en 2004, després de deixar el seu lloc de treball com a oficinista en un banc de Chicago. Des de llavors ha guanyat en diverses ocasions els premis AVN i XRCO, els més importants de la indústria pornogràfica, entre els quals s'inclouen els premis a la Millor Actriu i a l'Actriu de l'Any, tots dos en 2007. Scott ha aparegut en més de 420 pel·lícules per a adults.
Entre els seus papers més importants destaca el de Britney Rears, sèrie de pel·lícules en la qual va entrar a partir del tercer lliurament. En 2007, Scott va signar un dels contractes més importants del món de l'entreteniment per a adults amb SexZ Pictures, a raó d'un milió de dòlars per cadascun dels quatre anys que va signar amb la productora.

## Biografia
Hillary Scott va néixer a Naperville, Illinois, però va créixer i es va criar a Chicago, Illinois, on va viure tota la seva vida fins que es va mudar a Los Angeles, Califòrnia, per ser actriu porno. Va començar a sentir curiositat per la pornografia als 11 anys, quan els seus pares li van posar una televisió a la seva habitació des de la qual podia veure pel·lícules softcore a les nits. Scott afirma que en els seus anys d'institut va mantenir una relació sentimental amb la seva millor amiga de classe. A més, va perdre la virginitat als 16 anys i poc després va començar a sortir amb una noia que va ser la seva "promesa durant la majoria de l'institut". Després d'acabar l'institut, va començar a sortir amb un noi del que es va enamorar i amb el qual es va casar, però es van divorciar als sis mesos. "Tenia 19 anys, ens mudem per viure junts i quatre mesos després ens casem. Va ser ridícul. Va durar al voltant d'un any".
Va treballar en un banc durant dos anys i mig després de graduar-se de l'institut, però va acabar odiant el seu treball, especialment perquè li resultava molt avorrit i perquè havia de tenir una imatge "seriosa" i eliminar tots els seus pírcings. Scott assegura que no encaixava bé en el treball perquè "els bancs en els quals treballava eren molt conservadors. Estava a Chicago, amb les típiques persones de mig oest. Ja saps, faldilles fins als genolls". Durant aquesta etapa, a Scott li van presentar a una persona que treballava en el negoci de l'entreteniment per a adults a Los Angeles i aquest li va donar a Scott el nombre d'un dels agents. Scott recorda que "es deia Skooby, de Fresh Talent Management, i segueix sent el meu agent avui dia. Vam estar parlant per telèfon mentre jo seguia a Chicago i em parlava sobre el negoci allí, de quants diners podia guanyar i com em podria ajudar a començar. Tot va sonar molt bé, així que la setmana següent vaig deixar el treball i el lloguer del pis". En 2006, Hillary va dir que havia eliminat tots els seus pírcings excepte els de les orelles. En una entrevista en 2005 va admetre que té un trastorn d'ansietat social.

## Carrera professional
Hillary va rebre la visita d'un amic a Chicago que li va oferir fer-se unes fotos nues per enviar-les a una agència. No obstant això, Hillary recorda que, malgrat que el treball al banc no era el "adequat" per a ella, la idea d'introduir-se al món de la pornografia no acabava de convèncer-la: "En primer lloc no estava segura que això fos para mi ni del preu que estava disposada a pagar per això. No tenia ni idea de com funcionava el negoci. Però tot això sonava bé i sabia que podria treballar en revistes".

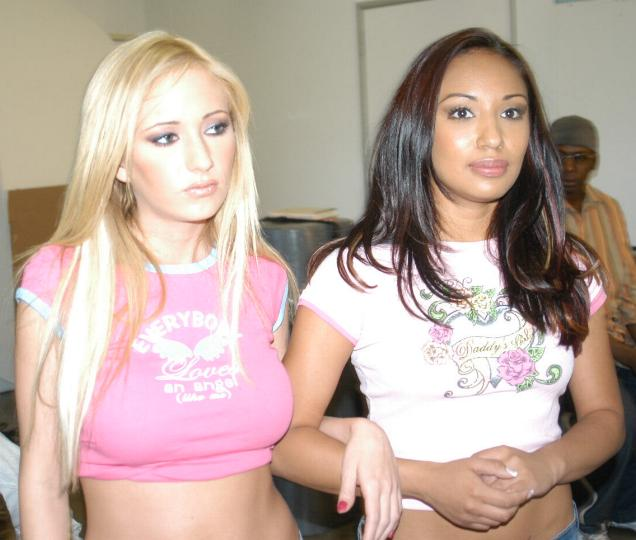
Scott al costat de Jasmine Byrne durant un rodatge.

Hillary va viatjar a Los Angeles a la fi d'agost de 2004 per intentar orientar la seva professió a la indústria del cinema per a adults. La primera escena de la jove va ser en el film Double Play #2, per a Digital Sense, en la qual la seva parella va ser Mark Ashley. Hillary es va mudar a Califòrnia definitivament al novembre de 2004.

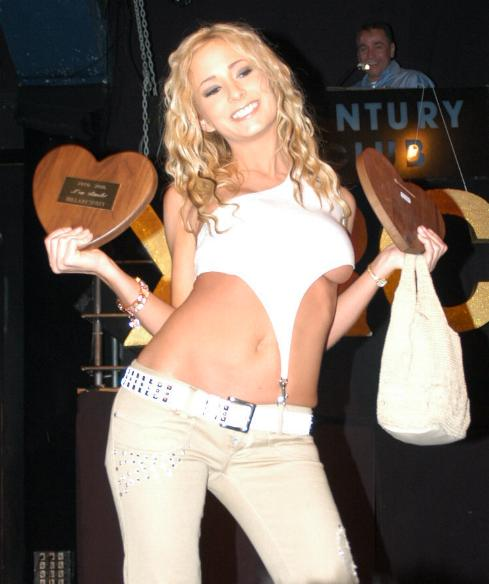
Hillary Scott

Després d'actuar en nombroses pel·lícules gonzo, Hillary va protagonitzar la seva primera pel·lícula porno de gran pressupost al costat de Penny Flame en Darkside, de 2005. En els premis AVN de 2006, Hillary Scott va aconseguir dues estàtues a la "Millor Escena de Sexe Oral" i "Millor Escena de Sexe en Grup" pel seu paper en l'esmentada Darkside. També va ser guardonada en els premis XRCO amb els premis a la "Millor Debutant" i el "Orgasme Oral", el 20 d'abril de 2006. En les seves pel·lícules habitualment realitza escenes de sexe anal i doble penetració (igual que moltes actrius conegudes), destacant-se les seves escenes de sexe interracial, les quals realitza molt sovint.
Scott, a vegades, utilitza llenguatges altament obscens en les seves escenes, la qual cosa li va valer un premi de l'Acadèmia pornogràfica. Precisament, Scott va assegurar en una entrevista no sentir especial atracció per aquests premis, ja que "honestament, faig porno per dues raons. Una, perquè sóc addicta al sexe, i l'altra perquè em paguen. Si algú vol donar-me un premi per tenir sexe l'hi agraeixo, però no és el meu objectiu. Com pots prendre't de debò un premi per la Millor escena de sexe anal o l'Escena de sexe més escandalosa? Em fa gràcia. Crec que està ben i AVN és realment important en la indústria però no pinso: 'espero guanyar un premi quan faig una escena'.
Sempre practica el sexe en les seves pel·lícules sense preservatiu, ja sigui amb nois o noies i prefereix realitzar escenes interracials (igual que les actrius Aaralyn Barra, Silvia Saint o Monica Sweetheart, entre altres), en les quals realitza dobles penetracions, havent rodat moltes d'aquestes escenes amb els actors Lexington Steele o Mr Marcus, afirmant treballar amb aquests actors.

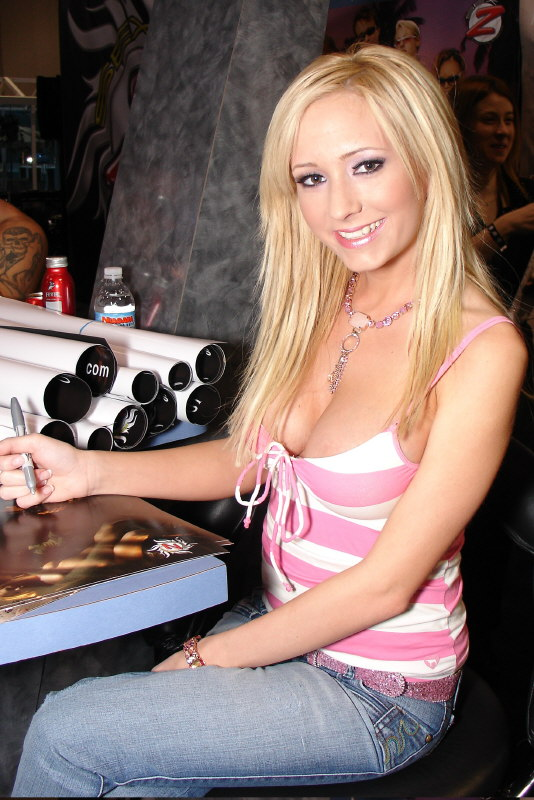
Scott durant un acte promocional.

En 2006 Hilary va debutar com a directora de pel·lícules per a adults amb Anal Princess Diaries 2 de l'estudi Elegant Angel en la qual també participa com a actriu. En la portada de la pel·lícula apareix Scott posant amb una corona en el cap que prioritza el seu paper en la pel·lícula, però els crítics veuen en això la seva ambició d'establir-se com la nova Reina del Porno Anal de la indústria nord-americana. Conegut en aquest moment sobretot pel seu paper com la nova Britney Rears, Hilary Scott té diversos projectes nous amb els quals guanyar popularitat per convertir-se en la princesa de l'anal. En la contraportada d'Anal Princess Diaries 2 es pot llegir: "l'èxit dels premis XRCO 2006 amb la super estrella Hillary Scott que torna a convertir-se en Reina Anal". Hillary va participar en cinc escenes de la pel·lícula.
Encara en 2006, Hillary va gravar una escena amb el polèmic actor i director Max Hardcore per al vídeo Universal Max 6, amb pluja daurada fins i tot. El 15 de maig de 2006 va ser la primera convidada al programa Inside the Porn Actors Studio, de la Sirius Satellite Ràdio. Presentat pel col·laborador de l'Howard Stern Xou, Richard Christy, el programa era una paròdia de Inside the Actors Studio, amb Christy fent el paper de James Lipton. Un any més tard, en 2007, Hillary va reemplaçar a Jessica Sweet en el seu paper de "Britney Rears" en la pel·lícula Britney Rears 3: Britney Gets Shafted, la qual va guanyar el premi XRCO a la "Millor Paròdia".
La pel·lícula Corruption li va servir a Hillary per signar el seu millor any, 2007, després de guanyar els premis AVN i XRCO a la Millor Actriu. El director d'aquesta producció va ser Eli Cruz i van participar actors porno com Kelly Wells, Alan Evans o Sandra Romain. La pel·lícula mostra l'ascens i la caiguda d'un demagog i les intencions d'un senador. Hillary Scott fa el paper de Natasha -l'amant del corrupte polític. El film mostra la lluita entre Natasha, jove i ingènua esclava sexual del senador; i la seva esposa Caroline, que té un paper important en la seva carrera política. En Corruption es pot veure molt sexe, assassinats, cobdícia, frau, sigueu de poder, perversió, i, per descomptat, corrupció. Hilary està involucrada en gairebé totes les escenes, fent el seu habitual sexe anal, doble penetració i fel·lacions.
Scott va anunciar al programa de radi d'Howard Stern, el 23 d'abril de 2007, que signava —el que ella va denominar— el major contracte en la història del porno, 1 milió de dòlars per any. El contracte ho va signar amb SexZ Pictures. No obstant això, dos anys després Hillary Scott i SexZ Pictures van acordar rescindir el contracte que els unia i a partir de 2009 l'actriu va passar a ser representada per la Direct Models.
Scott va aparèixer en The Jerry Springer Xou, en un episodi titulat "A Porn Star Broke Us Up", que va ser emès l'1 de febrer de 2010.

## Premis
- 2005 CAVR Award a l'estrella jove de l'any

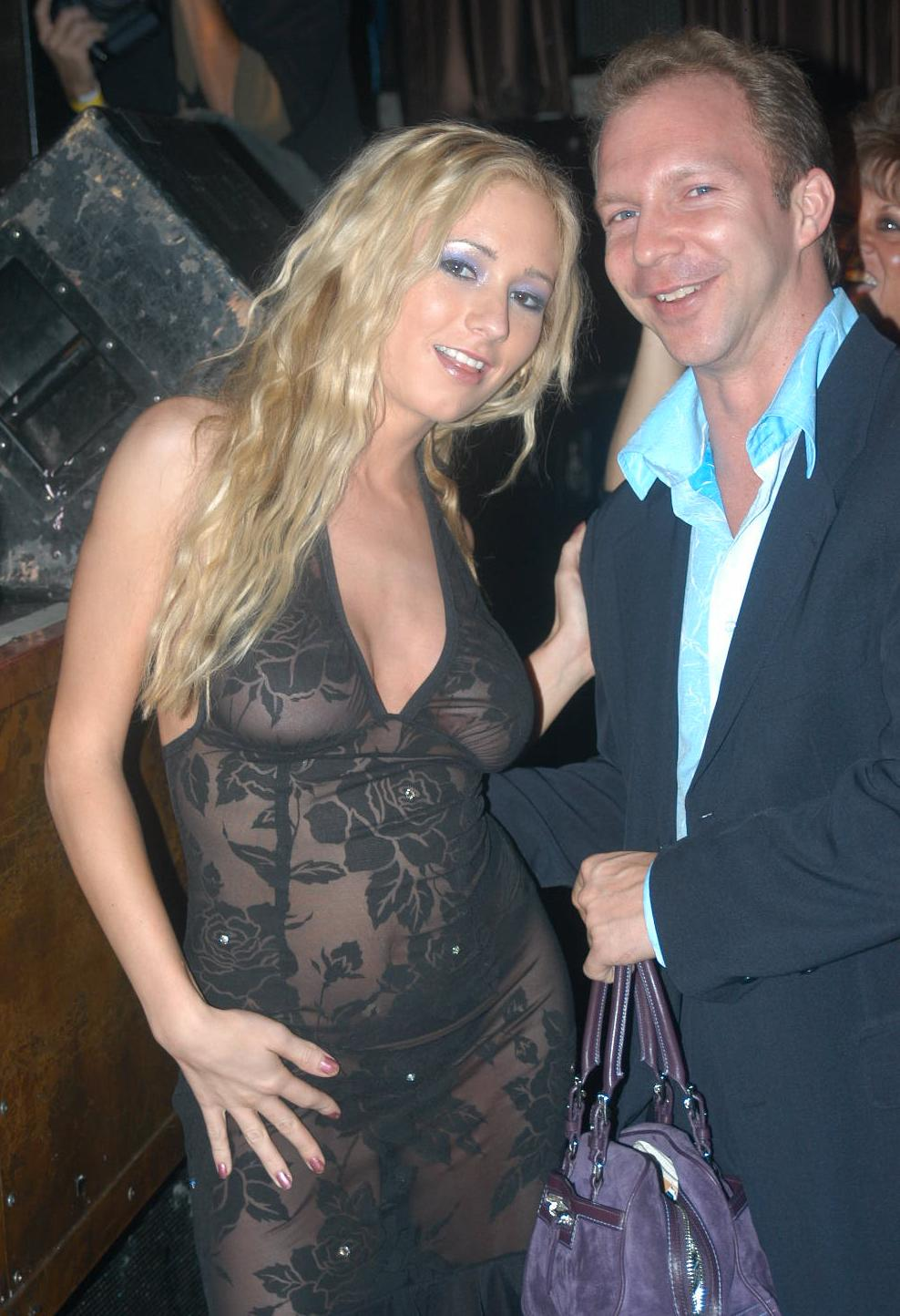
Hillary Scott durant els XBiz Awards 2007.

- 2006 Premi AVN a la Millor escena de sexe oral - Dark Side (amb Alicia Alighatti i Randy Spears)[18]
- 2006 AVN Award a la millor escena de sexe en grup – Dark Side (amb Alicia Alighatti, Penny Flame, Dillan Lauren, Randy Spears & John West)[18]
- 2006 Premis XRCO a la millor nova estrella jove
- 2006 Premis XRCO per millor sexe oral
- 2006 CAVR Award a l'estrella de l'any
- 2007 AVN Award a la millor actuació femenina de l'any[19]
- 2007 AVN Award a la millor actriu (Video) – Corruption[19]
- 2007 Premis XRCO per millor orgasme anal[20]
- 2007 Premis XRCO per millor sexe oral[20]
- 2007 Premis XRCO a la Superslut (en català: superputa)[20]
- 2007 Premis XRCO a la millor actriu – Corruption[20]
- 2008 AVN Award a la millor actriu de repartiment (Video) – Upload[21]
- 2008 F.A.M.I. Awards – a la noia més bruta del porno[22]
- 2008 Premis XRCO per millor orgasme anal[23]
- 2009 AVN Award per la millor escena de sexe en grup – Icon[24]